# Tanquinho
Tanquinho este un oraș în statul Bahia (BA) din Brazilia.